# Ułus olokmiński
Ułus olokmiński (ros.: Олёкминский улус; jakuc.: Өлүөхүмэ улууhа) – ułus (jednostka podziału administracyjnego w rosyjskiej Jakucji, odpowiadająca rejonowi w innych częściach Rosji) w południowej części położonej na Syberii autonomicznej rosyjskiej republiki Jakucji.
Ułus ma powierzchnię ok. 166,7 tys. km², a na jego obszarze żyje ok. 31,7 tys. osób. Gęstość zaludnienia w ułusie wynosi 0,19 os./km².
Ośrodkiem administracyjnym ułusu jest miasto Olokminsk, liczące w 2005 r. ok. 9,5 tys. mieszkańców.
Na terenie ułusu znajduje się Rezerwat Olokiemski.